# Contre l'oubli
Contre l'oubli é um documentário francês de 1991 dirigido por trinta cineastas, entre eles Jean Luc Godard, Chantal Akerman e Alain Resnais.

## Sinopse
Trinta cineastas franceses, incluindo grandes nomes tais como Jean Luc Godard, Chantal Akerman e Alain Resnais, dirigem curta-metragens como forma de apelo para a liberação de dezenas de prisioneiros políticos ao redor do mundo, com o apoio e a autorização da Anistia Internacional.

## Prêmios
| Ano  | Prêmio             | Categoria           | Resultado |
| ---- | ------------------ | ------------------- | --------- |
| 1991 | Emmy Internacional | Melhor Documentário | Venceu    |